# 章开沅
章开沅（1926年7月8日—2021年5月28日），男，祖籍浙江吴兴，生于安徽芜湖，中国历史学家和教育家，曾任华中师范大学校长、教授、博士生导师，华中师范大学中国近代史研究所创建人，主要研究辛亥革命史。

## 生平
1926年出生于中国安徽芜湖，祖籍浙江吴兴县，1946年10月考入南京金陵大学，1948年考入中原大学，1949年7月随中原大学来到武汉担任教育学院历史系助理教授，1951年9月进入华中大学任教，1952年院系调整变为华中高等师范学校，1953年更名为华中师范学院，后逐渐升职为副教授、教授直至1983年12月担任华中师范学院院长，1985年学校更名为华中师范大学并出任校长。2021年5月28日在武汉逝世。

## 著作
- （与余英时、柯伟林、周言合著）《不确定的遗产》，九州出版社，2012年6月，ISBN 9787510814785
- 《离异与回归》，中国人民大学出版社，2010年5月，ISBN 9787300121055
- （与朱英合著）《中国近现代史》，河南大学出版社，2009年8月，ISBN 9787810919395
- 《辛亥革命史》，东方出版中心，2010年2月，ISBN 9787547301234
- 《辛亥革命辞典》，武汉出版社，2011年7月，ISBN 9787543052819
- 《清通鉴》，岳麓书社，2000年1月，ISBN 9787805209821